# Fridolin Bosch
Fridolin Bosch (* 9. November 1889 in Emmendingen; † 30. Juni 1964) war ein deutscher Architekt.

## Leben
Nach dem Abitur in Karlsruhe studierte Bosch zunächst Katholische Theologie in Beuron und ab 1912 Architektur an der Technischen Hochschule Karlsruhe. Von 1914 bis 1918 war er Kriegsteilnehmer im Ersten Weltkrieg, ehe er 1919 sein Diplom ablegte. Danach war er in der badischen Hochbauverwaltung tätig. 1933 übernahm er die Leitung des Erzbischöflichen Bauamts Heidelberg des Erzbistums Freiburg. Von 1940 bis zum Eintritt in den Ruhestand 1955 war er Vorstand des Erzbischöflichen Bauamts Freiburg.
Zu seinen Werken zählen folgende Kirchenbauten: St. Elisabeth in Mannheim-Gartenstadt 1937, St. Franziskus mit Kloster der Kapuziner in Karlsruhe-Dammerstock (mit Anton Ohnmacht) 1938, St. Marien in Heidelberg-Pfaffengrund 1939, der Wiederaufbau von St. Martin in Freiburg 1951, St. Cornelius in Todtnau-Muggenbrunn 1952/54 (mit Rupert Muffler).

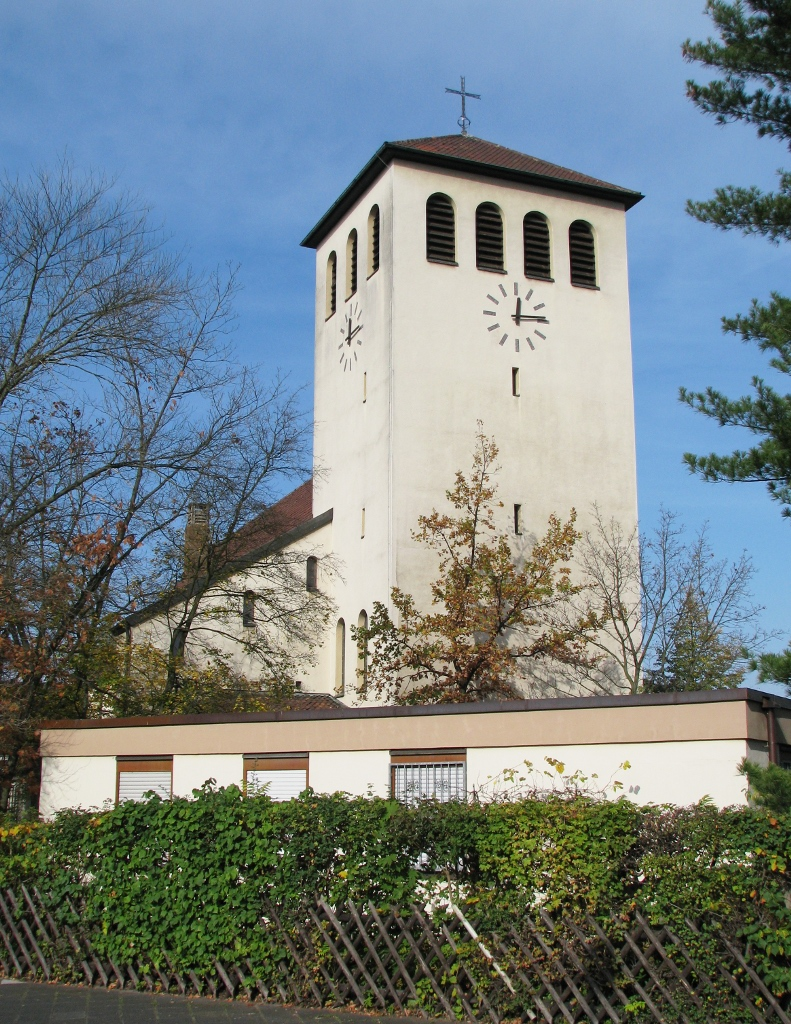
St. Elisabeth, Mannheim-Gartenstadt
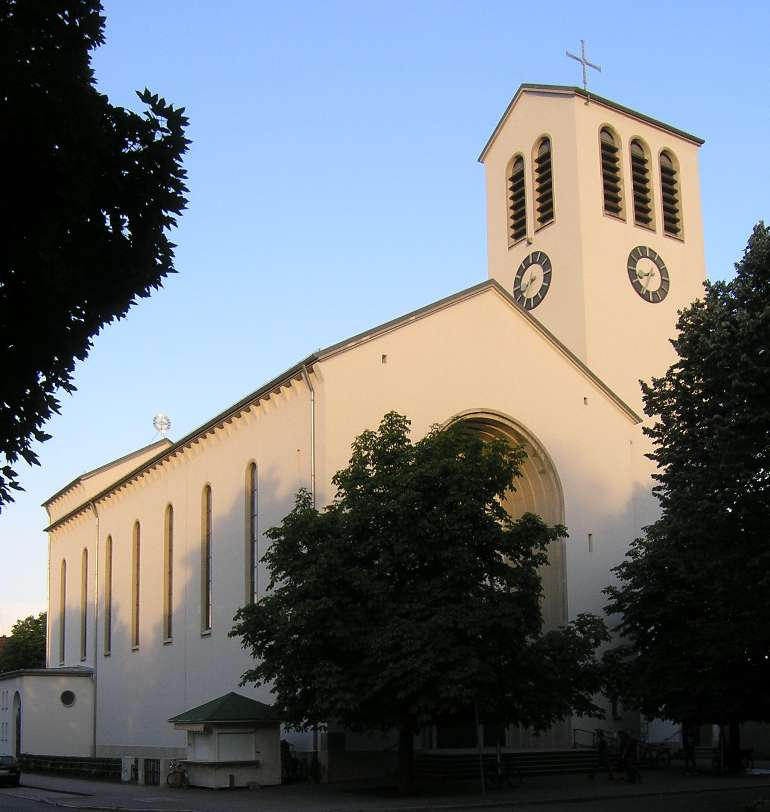
St. Franziskus, Karlsruhe-Dammerstock
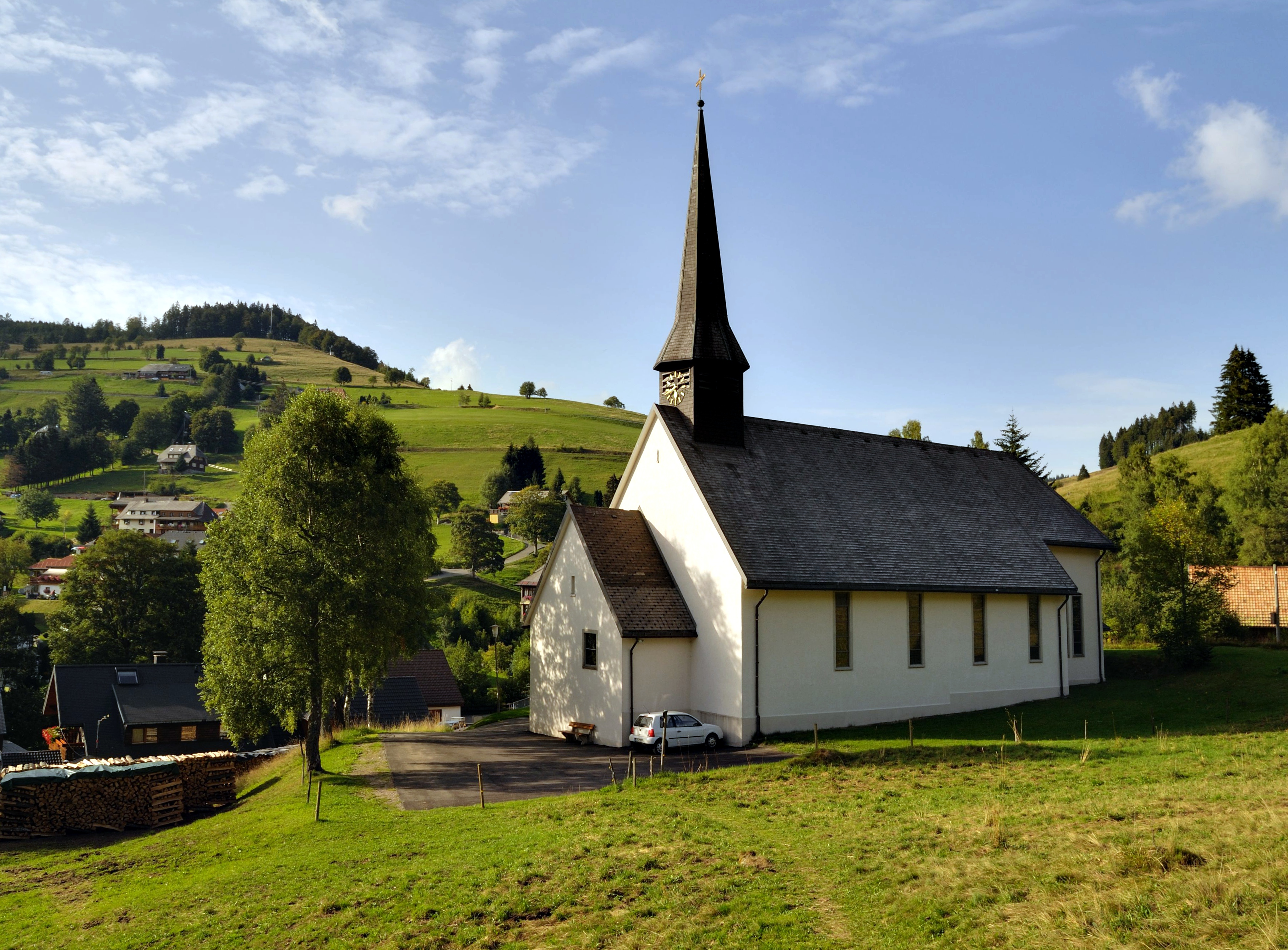
St. Cornelius, Todtnau-Muggenbrunn